# Jatirembe
Jatirembe is een bestuurslaag in het regentschap Gresik van de provincie Oost-Java, Indonesië. Jatirembe telt 2711 inwoners (volkstelling 2010).